# Efrajim (pleme)
Efrajim (heb. אֶפְרַיִם; samarijanski hebr. ’ifrem; grč. Εφραίμ) je ime jednog od 12 izraelskih plemena, čiji je rodozačetnik, prema biblijskom izvještaju, bio Efrajim, sin Josipov i mlađi brat Manašeov, te unuk Jakovljev. Ovo se pleme prostiralo sjeverno od područja Benjamina u unutrašnjosti Efrajimskog gorja.

## Etimologija
Nepoznata je izvorna etimologija imena „Efrajim“. Narodna etimologija izvodi to ime iz hebrejskoga glagola פרה (parah), što znači „biti plodan“. Takvo je tumačenje prisutno i u biblijskim tekstovima (usp. Post 41,52; Hoš 13,15). Riječi koje završavaju a -ajim obično su toponimi, to jest označavaju neko mjesto. Tako neki znanstvenici misle da je izvorno bila riječ o har eprajim, što znači „brdo ispaše“. Vjerojatnije je izvođenje toga imena iz imenice אפר (efer), u smislu „pokrajina“ (prema akadskome eperu), čemu je onda pridodana oznaka mjesta -ajim.

## Teritorij plemena
Područje koje je dodijeljeno ovom plemenu obuhvaća južni dio središnjeg planinskog masiva, nazvanog Efrajimsko gorje. Na jugu je graničilo s područjem Benjamina, te se prema istoku spuštalo do Jerihona i doticalo na uskom području rijeku Jordan. Na sjeveru je Efrajimovo područje stizalo do Šekema, gdje je počinjalo područje Manašeovo. Na zapadu je, prema biblijskom tekstu, graničilo s područjem Dana, premda su ondje zapravo nastavili živjeti Kanaanci i Filistejci.
Ponegdje se u Bibliji govori o području Josipovu, kad se želi označiti zajedničkim imenom područje Efrajima i Manašea. S druge strane, osobito u proročkoj književnosti, naziv „Efrajim“ često se upotrebljava za čitavo područje sjevernog Kraljevstva Izrael, jer je Efrajim zapravo predstavljao i geopolitičko središte te države.
Ovaj južni dio Efrajimskog gorja, koji je pripao plemenu Efrajim, viši je od sjevernog dijela i prilično neprohodno sa zapada na istok. Glavni smjer komunikacija bio je stoga sa sjevera prema jugu, ne pretjerano lagan put vrhovima gorja, od Šekema prema Jeruzalemu. Najviši vrh iznosi 1011 metara. Riječ je o plodnom području čije su stijene sastavljene od tvrdog vapnenca, otpornog na eroziju.

## Povijest
Na području ovog plemena nalazila su se predjeruzalemska izraelska svetišta Šilo na sjeveru i Betel na jugu, od kojih ima i nešto arheoloških ostataka. Biblijska tradicija spominje savez s Bogom u Šekemu, koji je ipak na Manašeovu teritoriju, što vjerojatno valja tumačiti kao spomen na početeke plemenskog saveza sjevernih izraelskih plemena. Arheološki ostaci govore i o uglavnom mirnom naseljavanju tih područja u vrijeme pojave Izraelaca, te o stavništvu čiji je broj relativno naglo narastao. Bilo je to jedno od gušće naseljenijih područja u okolici, što potvrđuje i biblijski izvještaj o potrebi krčenja šuma radi naseljavanja na području Efrajima i Manašea.
Unatoč svojem središnje položaju, Šekem neće postati političkim središtem Kraljevstva Izrael, sve do dolaska na vlast Omrija, koji u blizini podiže grad Samariju, koja je detaljno arheološki istražena. 721. pr. Kr. Samarija, pa tako i područje Efrajima, pada pod vlasti Asirije. Nakratko je Efrajim priključen južnom Kraljevstvu Jude u doba kralja Jošije, no to je bila kratkotrajna epizoda.
Iz čitavog željeznog doba, što je vrijeme naseljavanja i izraelskog kraljevstva, zamjetna je graditeljska aktivnost na području, kako Efrajima, tako i Manašea. Slični ostaci u Benjaminu i Judi znatno su siromašniji.

## Kasnije razdoblje
Za vrijeme perzijske vlasti na tom je području osnovana pokrajina Samarija, koja je bila često u sukobima s pokrajinom Judejom, dok u doba nakon osvajanja Aleksandra Velikog nije došlo i do potpunog religijskog odvajanja Samarijanaca od judaizma. Danas nije jasno koliko se može govoriti o kontinuitetu naroda sjevernog izraelskog kraljevstva s pripadnicima samarijanske sljedbe, jer je u međuvremenu na tom prostoru došlo do značajnog miješanja naroda. Osim toga, i mnogi perzijski Židovi tvrde da su potomci plemena Efrajima.